# نيكولاي بودارين
نيكولاي بودارين (بالروسية: Бударин, Николай Михайлович)‏ (و. 1953 – م) هو رائد فضاء، وسياسي من روسيا . تولى منصب عضو مجلس الدوما .

## ريادة الفضاء
شارك في المهمات الفضائية:
- STS-71
- البعثة 6
- Soyuz TMA-1
- STS-113
- Soyuz TM-27
- Soyuz TM-21.

## التعليم
تعلم في Moscow Aviation Institute

## جوائز
حصل على جوائز منها:
- بطل الاتحاد الروسي (وسام)
- Order For Services to the Fatherland 3rd degree
- Order For Services to the Fatherland 2nd degree
- Medal "For Merit in Space Exploration".